# Henri Mérimée
Henri Mérimée (14 de enero de 1878 - 24 de octubre de 1926) fue un hispanista francés, hijo del también hispanista Ernest Mérimée.
Profesor en las universidades de Montpellier y Toulouse, sucedió a su padre en la dirección del Instituto Francés de Madrid. Escribió artículos de erudición literaria en el Bulletin Hispanique y otras revistas. Estudió especialmente a los escritores valencianos de la Edad Moderna: Sur la biographie du chanoine Francisco Tárrega, Un romance de Carlos Boyl, Sur la biographie de Gaspar Aguilar. También estudió la novela pastoril El prado de Valencia, de Gaspar Mercader. Su libro más importante es L'art dramatique à Valencia (1912).

## Fuente
- Germán Bleiberg y Julián Marías, Diccionario de literatura española. Madrid: Revista de Occidente, 1964 (3.ª ed.)

- Datos: Q1605958